# 超時空ロマネスク SAMY MISSING・99
『超時空ロマネスク SAMY MISSING・99』（ちょうじくうロマネスク サミー ミッシング・ナインティナイン）は、1986年7月5日にTDKコアより発売されたOVA。

## あらすじ
少女沙美（サミー）は、あるとき、宇宙を支配しようと企む魔によってひょんなことから魔獣たちが跋扈する異次元に飛ばされてしまう。
魔は彼女の強大な力を恐れ、排除しようと企むが、神の命を受けた4人の戦士が魔の前に立ちはだかった。

## 登場人物
吉野沙美（よしの サミー）
声 - 平野文
日向時人（ひゅうが ロムス）
声 - 堀内賢雄
シルバー・ウルフ
声 - 池田秀一
戦士デュース
声 - 鈴置洋孝
戦士コディー
声 - 飛田展男
ノア
声 - 若本紀昭
暴走族・マキ
声 - 山本百合子
ビット
声 - 古谷徹
メルヘン世界の魔女
声 - 小原乃梨子
魔物達・子妖怪
声 - 鷹森淑乃
魔の帝王
声 - 小林清志
魔物・男A - 福田靖
魔物・男B - 善財圭一
魔物・男C - 鈴木勝美
魔物・男D - 梅津秀行
魔物・男E - 安達成彦
魔物・女A - 西宏子
魔物・女B/E - 美原さなえ
魔物・女C - 後藤真寿美
魔物・女D - 吉田美保

## スタッフ
- 企画・製作：黒田誠吾、沖山昭八
- プロデューサー：外崎清、谷田部雄次
- 原作・脚本・総監督：奥田誠治
- 監督：窪秀巳
- キャラクターデザイン・作画監督：谷口守泰、新井豊
- メカニックデザイン：吉田とおる
- 原画：宇都木勇、鈴木大司、渡辺嘉巳、工藤正明、木下裕孝、鷲田薫、石丸賢一、菊池市松、川又浩、太田博光、佐々木かづひろ、木村正人、糸島まさひこ、寺田浩之
- （ノンクレジット原画）：毛利和昭
- 動画チェック：門脇義弘、安西喜江
- 色指定：千葉賢二
- 仕上げチェック：庄村利幸、栗原幸昭
- 特殊効果：田崎正雄
- イラスト：谷口守泰、井上宣
- 美術監督・美術設定：勝又激
- 撮影監督：遠藤公祐
- 編集：岡安肇、小島俊彦
- 音楽：後藤英雄
- 音楽プロデューサー：原貴通
- 音響監督：本田保則
- 音響効果：小川勝男
- 音響製作：プロセンスタジオ
- 録音助手：山下裕康
- 録音調整：相原正之
- 制作担当：山崎良彦
- プランニング・プロデューサー：長谷川繁幸
- 制作プロデュース：高橋明彦、内山秀二
- 製造・発売元：TDKコア株式会社

## 主題歌・挿入歌
エンディングテーマ「風に抱かれて」
歌・作詞 - 椎名恵、 作曲 - いけたけし、編曲 - 戸塚修
この曲は一部歌詞を変更し、曲名を「THE WIND」に変更して翌1987年のテレビドラマ『プロゴルファー祈子』の主題歌として使用された。
挿入歌「見つめていたい」
歌 - 麻木久仁子、 作詞 - 小比類巻かほる、作曲 - いけたけし、編曲 - 戸塚修

## 関連商品
EPレコード
- 風に抱かれて （TDK RECORDS、1986年6月21日発売） T07S-1081

VHS
- 超時空ロマネスク SAMY MISSING・99 （TDKコア、1986年7月5日発売） V98F-2501

Betamax
- 超時空ロマネスク SAMY MISSING・99 （TDKコア、1986年7月5日発売） X98F-2501

レーザーディスク
- 超時空ロマネスク SAMY MISSING・99 （TDKコア、1987年1月25日発売） G98F-2501